# El retorn del rei
|  | Aquest article tracta sobre el llibre; per a la pel·lícula vegeu El Senyor dels Anells: El retorn del rei |

El retorn del rei (títol original en anglès The Return of the King) és el tercer dels tres volums en què es divideix l'obra El Senyor dels Anells, de J. R. R. Tolkien (John Ronald Reuel Tolkien) que transcorre a l'univers fictici de la Terra Mitjana. En aquest llibre, en Frodo i en Sam continuen el seu camí cap al volcà que pot destruir l'anell. Mentrestant, en Gàndalf aconsella a l'Àragorn que desafiï a Sauron al mateix cor del seu reialme.
Es va publicar per primer cop l'any 1955, i en català, l'any 1988. El títol original (en anglès) era the Lord of the Rings III: The return of the king.